# Халід бен Халіфа бен Абдул Азіз Аль Тані
Шейх Халід бен Халіфа бен Абдул Азіз Аль Тані (араб. خالد بن خليفة بن عبد العزيز آل ثاني (нар. 1968)) — катарський політик, що обіймає посаду прем'єр-міністра Катара та міністра внутрішніх справ з 28 січня 2020 року. Його призначення відбулося після відставки шейха Абдулли бін Насера аль-Тані
Шейх Халід народився в Досі в 1968 році. Він ходив до школи у Досі, а потім в США, де в 1993 році здобув ступінь бакалавра з ділового адміністрування Шейх Халід працював в Qatar Liquefied Gas Company Limited до 2002 року.
- 2002 по 2006: працював в офісі першого віце-прем'єр-міністра та міністра закордонних справ.
- 11 листопада 2014 — 27 січня 2020: голова емір-діван [en][2][3]